# 伯帖木兒
伯帖木儿（1282年—1326年），又作伯铁木儿、柏铁木儿，元朝大臣，西域哈剌鲁氏，曲枢次子。元仁宗、元英宗时中书平章政事。
伯帖木儿早年跟随父亲曲枢事奉爱育黎拔力八达，深受宠信。大德十一年（1307年），元成宗驾崩，伯帖木儿帮助爱育黎拔力八达，挫败卜鲁罕皇后、左丞相阿忽台的摄政计划。特授正议大夫、怀孟路总管府达鲁花赤，兼管诸军奥鲁管内劝农事，改府正。至大二年（1309年），转任中奉大夫、陕西等处行尚书省参知政事。次年，入朝为太子家令，转任正奉大夫。至大四年（1311年），爱育黎拔力八达即位为元仁宗，转任资德大夫、大都留守，兼少府监。计划擢升为侍御史，不久改任翰林学士承旨、知制诰兼修国史。曾经弹劾权臣铁木迭儿。不久，复为大都留守，兼少府监、武卫亲军都指挥使，佩金虎符。皇庆元年（1312年），加荣禄大夫。皇庆二年（1313年），兼大都屯田事，出为陕西行省平章政事。延祐三年（1316年），拜为中书平章政事。请求皇帝不要铺张浪费。后来担任翰林学士承旨、加提调崇祥院事。元英宗时，铁木迭儿诬杀杨朵儿只，还要加害四川行省平章政事赵世延，伯帖木儿将他救下。后来隐居云山之北。泰定帝时，伯帖木儿去世，谥号忠宪。二子：桓泽都，蛮子。

## 延伸阅读
[在维基数据编辑]
 《新元史/卷178》，出自柯劭忞《新元史》
 《新元史/卷199》，出自柯劭忞《新元史》